# The Hunchback of Notre Dame (1939)
The Hunchback of Notre Dame (Brasil: O Corcunda de Notre-Dame / Portugal: Nossa Senhora de Paris) é um filme norte-americano de 1939 dirigido por William Dieterle.
É a segunda das muitas adaptações cinematográficas do livro Notre-Dame de Paris, de Victor Hugo. 

## Sinopse
Quasímodo, o recluso e tímido sineiro da Catedral de Notre-Dame, comparece ao Festival dos Tolos e desperta o ódio das autoridades locais, incluindo o juiz Claude Frollo. Também estava presente Esmeralda, um cigana cujo povo é friamente perseguido pela nobreza da época e que estabelece uma relação de amizade com Quasímodo. Frollo, um homem cruel e extremamente conservador, tenta destruir essa amizade e eliminar os ciganos da cidade de Paris.

## Elenco
- Charles Laughton .... Quasimodo
- Maureen O'Hara .... Esmeralda
- Sir Cedric Hardwicke .... Claude Frollo
- Edmond O'Brien .... Pierre Gringoire
- Thomas Mitchell .... Clopin
- Alan Marshal .... Capitão Phoebus
- Harry Davenport .... Rei Luís XI
- Walter Hampden .... Arquidiácono
- Katharine Alexander .... Madame de Lys
- George Zucco .... Procurador
- Fritz Leiber, Sr. .... Homem nobre
- Etienne Girardot .... Médico
- Helene Whitney .... Fleur de Lys
- Arthur Hohl .... Olivier
- George Tobias .... Beggar
- Edmund Cobb ....soldado (não-creditado)

## Indicações
Oscar 1940 (EUA)
- Indicado na categoria de Melhor Trilha/Banda Sonora (Alfred Newman).